# Manuel Homem de Melo da Câmara
Manuel Homem de Melo da Câmara, 1.º Conde de Águeda ComNSC • GCNSC (Águeda, Águeda, 2 de Janeiro de 1866 - São Mamede, Lisboa, 14 de Julho de 1953), foi um político, empresário e jornalista português.

## Família
Filho de Albano de Melo Ribeiro Pinto e de sua mulher Maria Augusta Homem de Macedo da Câmara.

## Biografia

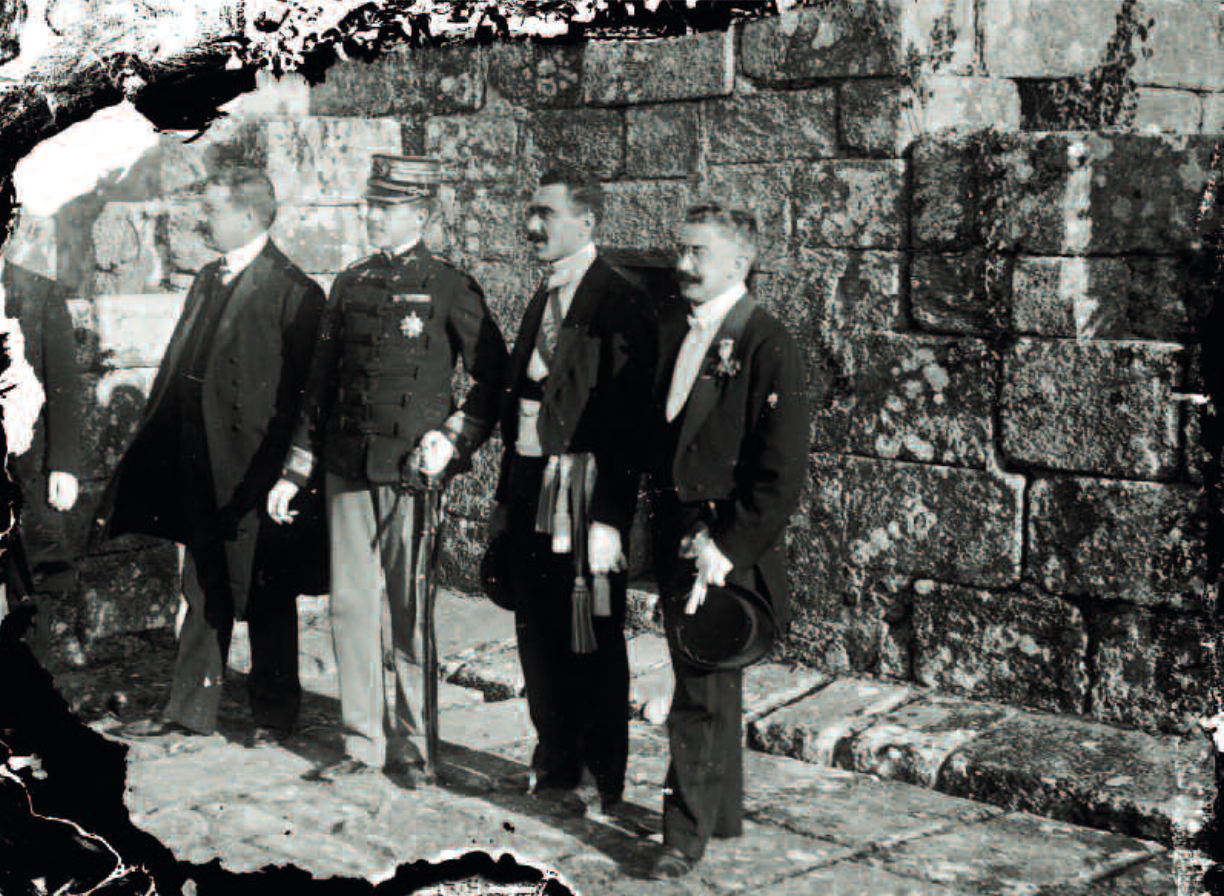
O Conde de Águeda, enquanto Governador Civil de Aveiro, em visita ao Castelo da Feira com o rei D. Manuel II, em 1908

Bacharel em Direito pela Faculdade de Direito da Universidade de Coimbra, foi Delegado do Procurador Régio, Deputado por Águeda e Sever do Vouga e Governador Civil do Distrito de Aveiro, sucedendo no cargo a seu pai, de 14 a 28 de Março de 1906 e de 27 de Fevereiro de 1908 a 4 de Julho de 1910, tendo prestado grandes serviços à sua região. Em 1908 foi Membro da Comissão encarregada de rever a organização judicial e administrativa decretada por João Franco e depois seu Relator. Foi Senador no período presidencial de Sidónio Pais e, de 1923 a 1925, Presidente da Câmara Municipal de Águeda. Era Senhor e foi um dos últimos proprietários da Quinta da Aguieira, em Águeda, e da Casa Solar nela existente do século XVII, herdando-a por testamento de Guilherme Teles de Figueiredo Pacheco, morto em 1902. Após a morte de seu pai tomou a direção do jornal Soberania do Povo, que dirigiu até à sua morte, em colaboração com seu irmão, Dr. António Homem de Melo de Macedo (Toy), e depois dirigido por seu filho primogénito.
A sua terra natal prestou-lhe várias homenagens, inaugurando o seu retrato nos Paços do Concelho, a 12 de Julho de 1953, por ocasião duma grande manifestação de que foi alvo e que antecedeu de dois dias a sua morte. Foi-lhe levantado um monumento a 7 de Julho de 1957.
4.009.º Comendador (1909) e 889.º Grã-Cruz (1909) da Ordem de Nossa Senhora da Conceição de Vila Viçosa e Comendador da Ordem de Carlos III de Espanha.
O título de 1.º Conde de Águeda foi-lhe concedido por Decreto de D. Carlos I de Portugal de 4 de Fevereiro de 1905.
Morreu no dia 14 de Julho de 1953, em sua casa na Rua Rodrigo da Fonseca, n.º 204, 1.º esquerdo, na freguesia de São Mamede, Lisboa, vitimado por um ataque de angina de peito, dois dias depois de uma homenagem pública que lhe foi prestada na sua terra natal. Assistiram aos últimos momentos do Conde de Águeda o Professor Fernando Fonseca e o Dr. Eduardo Costa.

## Casamento e descendência
Casou a 14 de Outubro de 1915 com Maria José Archer Crespo de Figueiredo (22 de Agosto de 1898 - 22 de Julho de 1968), filha de Alfedo Junqueira de Figueiredo e de sua mulher Maria Henriqueta Archer Crespo, tendo deste casamento nascido um filho e uma filha: 
- Manuel José Archer Homem de Melo (Águeda, Águeda, Casa da Aguieira, 30 de Agosto de 1930), Licenciado em Direito pela Faculdade de Direito da Universidade de Lisboa, Advogado
- Maria José Archer Homem de Melo (Lisboa, 5 de Fevereiro de 1932), mãe de Gonçalo Homem de Melo Xavier.

O casal divorciou-se.